# Patrik Jablonski
Patrik Mikael Jablonski, född 13 maj 1974 i Lyckeby, Karlskrona, är en svensk pianist som i huvudsak spelar klassisk musik.
Patrik Jablonski lärde sig att spela piano redan vid fem års ålder av sin far, och gjorde sitt första framträdande för publik som sexåring. Som åttaåring gjorde Patrik Jablonski ett framträdande i Stockholms konserthus. Som sjuttonåring studerade han vid det Royal College of Music i London. Efter att ha tagit examen där så har han spelat i många städer runt om i världen. 
Patrik Jablonski brukar också spela piano tillsammans med sin bror Peter Jablonski. Patrik Jablonski spelar även tennis, och ingick under några år i Team Mats Wilander.